# ولادیمیر بوزک
ولادیمیر بوزک (چکی: Vladimír Bouzek; ۳ دسامبر ۱۹۲۰ – ۳۱ ژوئیهٔ ۲۰۰۶) بازیکن هاکی روی یخ و بازیکن فوتبال اهل چکسلواکی بود.
از باشگاه‌هایی که در آن بازی کرده‌است می‌توان به باشگاه فوتبال بانیک استراوا و باشگاه فوتبال زبرویوفکا برنو اشاره کرد.